# 클로드 섀넌
클로드 엘우드 섀넌(영어: Claude Elwood Shannon, 1916년 4월 30일 ~ 2001년 2월 24일)은 미국의 수학자이자 컴퓨터과학자이다. 정보이론의 아버지라고 불리며, 그가 작성한 《A Mathematical Theory of Communication》 논문은 정보이론의 시초가 되었다. 또한 불 논리를 전기회로로 구현할 수 있는 방법을 발명하여, 디지털 회로 이론을 창시하였다.

## 가족 관계
1916년 미시간 게일로드에서 사업가 아버지와 언어 교사인 어머니의 아들로 태어났다. 아버지 클로드 엘우드 섀넌은 가구업, 장례업, 부동산 사업으로 자수성가한 사업가이자 유언 검인판사였고, 할아버지는 방수통과 나무 암(arm) 및 플런저(plunger)로 세탁기를 발명한 농부였다. 어머니 메이블 캐서린 울프는 독일계 이민자의 딸로, 고등학교 언어 교사를 지냈으며 교장을 하기도 했다. 누나는 캐서린 울프 섀넌이다.

## 학문적 기여
어릴 적부터 기계와 전자장치에 관심이 많아 1km가량 떨어진 곳에 사는 다른 아이에게 철조망 전신기를 만들어 메시지를 보내기도 했다. 토머스 에디슨이 그의 어린 시절 우상이었다.

### 디지털 논리회로
1936년 미시간 대학교를 졸업하면서 전기공학 및 수학에서 두 개의 학사 학위를 받았다. 졸업 후에는 MIT에서 전기공학으로 석사과정을 공부하며, 초기 아날로그 컴퓨터인 미분해석기를 연구하였다.
미분해석기의 논리 회로를 연구하면서, 섀넌은 불 논리가 논리 회로의 설계와 분석에 유용하다는 것을 깨달았다. 이런 통찰을 바탕으로, 1937년 《계전기와 스위치로 이루어진 회로의 기호학적 분석》이라는 논문으로 석사 학위를 받았다. 이 논문에서 섀넌은 전화 교환기에 사용되는 계전기와 스위치 만으로 불 논리 및 이진수의 사칙연산을 수행할 수 있음을 증명했다. 이 연구결과는 이후 모든 전자식 디지털 컴퓨터의 이론적 기반이 되었다.
이 업적을 인정받아 1940년에는 프린스턴 고등연구소에 초빙되었다. 그는 이곳에서 헤르만 바일이나 존 폰 노이만 등의 수학자들과 같이 연구할 기회를 얻었고, 이후 정보이론으로 발전하게 될 중요한 아이디어들을 얻게 되었다.

### 전시 연구
제 2차 세계대전 시기 섀넌은 벨 연구소에서 화기 제어 시스템과 암호학을 연구하게 되었다. 이 무렵 영국에서 암호 해석가로 일하고 있던 앨런 튜링이 미국 암호 해석가들과 의견을 교환하기 위해 워싱턴을 방문 중이었다. 섀넌은 이곳에서 앨런 튜링을 만나 그의 튜링 기계 이론을 접하고, 자신의 이론과의 깊은 연관성을 발견하였다.
전쟁이 끝날 무렵 그는 두 명의 공동 연구자와 함께 《화기 제어 시스템에서 데이터의 예측과 평활》이라는 논문을 제출한다. 이 논문은 자료와 소음을 분리하는 방법을 이론적으로 다루고 있어, 신호 처리 분야를 창시한 논문으로 여겨진다.
또한, 전쟁이 끝난 직후인 1945년 9월 벨 연구소에 《암호학의 수학적 기반》이라는 보고서를 제출하는데, 이 문서는 1949년 기밀이 해제되어 《보안 시스템의 통신에 관한 이론》이라는 제목으로 발표된다. 또한, 벨 연구소에서 섀넌은 OTP(one-time pad)를 암호학적으로 해독할 수 없음을 증명하였다.

### 정보 이론
섀넌은 《통신의 수학적 이론》이라는 논문을 《벨시스템 기술 저널》 1948년 7월과 10월 두 차례에 걸쳐 발표한다. 이 논문에서 그는 확률론을 이용하여 정보를 전송하는 가장 효율적인 방법에 대해 연구하였다. 이 논문은 정보 엔트로피의 개념을 창안하게 한, 정보통신 이론의 기반이 된다. 섀넌은 이 이론을 자연어 처리까지 발전시켜, 영어 문장의 통계적 분석으로 영어 엔트로피의 최댓값과 최솟값을 계산하였다. 이 연구에서 그는 띄어쓰기가 실제로 문장의 불확실성을 감소시킨다는 것을 발견하였다.
섀넌은 또한 샘플링 이론을 창안하여, 당시까지 아날로그로만 이루어지던 전자기 통신을 디지털 정보통신으로 변화시키는 데 기여했다.

## 기타 업적

### 컴퓨터 체스 프로그램
섀넌은 아직 인공지능 분야가 생겨나기도 전인 1950년 《체스를 두는 컴퓨터 프로그램》이라는 논문을 발표하였다. 이 논문은 미니맥스 전략을 이용한 최초의 컴퓨터 체스 알고리즘이며, 이후 인공지능 체스 알고리즘의 이론적 기반이 되었다.

## 같이 보기
- 커뮤니케이션 모형
- N-그램
- 표본화 정리
- 원 타임 패드
- 펄스 부호 변조
- 표본화
- 샤논-파노 부호화
- 제임스 글릭